# Геморагічний шок
Геморагічний шок — патологічний стан організму, який спричинений значним зменшенням об'єму циркулюючої крові (ОЦК) внаслідок кровотечі. У результаті втрати крові знижується: кров'яний тиск (зокрема артеріальний), наповнення шлуночків серця, і зменшується ударний об'єм та венозне повернення. З іншого боку, зменшення ОЦК та еритроцитів крові призводить до гіпоксії.
Геморагічний шок належить до гіповолемічних видів шоку.

## Класифікація
За клінічним перебігом:
- Легкий
- Середній
- Важкий
- Незворотній

## Патогенез
При крововтраті, відбувається централізація кровообігу, захисна реакція на забезпечення діяльності життєво-важливих органів та їх функцій. При незначних кровотечах (менше 1 % ОЦК), системі організму достатньо власних механізмів, щоб впоратися з таким станом, такі кровотечі ще називають фізіологічними.
Проте, тривала централізація кровоплину веде до зворотньої реакції — виходу рідкої частини крові в інтерстиціальний простір (перфузія). В периферичних судинах кров згущується, швидкість кровоплину критично зменшується, з'являється сладж-синдром, що так чи інакше призводить до мікротромбування капілярного русла. Порушення мікроциркуляції в тканинах і органах веде до появи синдрому малого викиду серця, малого венозного притоку, і як наслідок прогресує гіпоксія (циркуляторна, гемічна та гіпоксична).
Окрім того, втрачаються «форменні» елементи крові (об'ємні та кількісні показники залежать від характеристик самої кровотечі), зокрема еритроцити. Проявляються ознаки анемії різного ступеня.
Все це призводить до поліорганної недостатності.

## Клінічні прояви
Залежать від ступеня крововтрати та відповідно ОЦК, стану організму, його компенсаторних можливостей.
I ступінь — Пацієнт в свідомості, інколи незначно збуджений. Шкірні покриви бліді. Пульс 85-100 уд/хв, артеріальний тиск — в межах норми, або на нижній межі норми. Крововтрата від 1 % до 15 % ОЦК.
II ступінь — Свідомість пацієнта збережена, однак наявні ознаки її порушення. Чітко виявляється блідість шкірних покривів та видимих слизових оболонок. Пульс 100—120 уд/хв, систолічний АТ — 90-99 мм.рт.ст.. Крововтрата від 15 % до 25 % ОЦК.
III ступінь — Свідомість відсутня. Шкірні покриви «білі як стіна», холодні на дотик. Пульс 120—140 уд/хв, систолічний артеріальний тиск 65-90 мм.рт.ст.. Чітко проявляється олігурія. Крововтрата від 25 % до 40 % ОЦК.
IV ступінь — Свідомість відсутня, «загасають» рефлекси. Пульс більше 140 уд/хв, причому периферична пульсація не визначається. Систолічний артеріальний тиск менше 65 мм.рт.ст. і прогресивно падає. Акроціаноз, тривала анурія. Крововтрата понад 40 % ОЦК.
Розвивається кома яка переходить у термінальні стани, наступає смерть.
Також можна застосувати розрахунковий метод визначення ступеня шоку. Найбільш розповсюджений і простий — це метод визначення шокового індексу за частотою пульсу та артеріальним систолічним тиском постраждалого чи пацієнта.

## Невідкладна допомога
Необхідно як можна швидше зупинити кровотечу, будь-якими доступними методами, терміново транспортувати з медичною підтримкою постраждалого чи хворого до медичного закладу.

## Принципи лікування

### Реанімаційні заходи
Якщо постраждалий (чи пацієнт) перебуває у претермінальному чи термінальному станах необхідно здійснювати медичні маніпуляції, спрямовані на відновлення життєво-важливих функцій та їхню стабілізацію.

### Гемостаз
Введення кровоспинних медичних препаратів. Застосування кінцевих методів гемостазу (у тому числі оперативних).

### Поповнення об'єму циркулюючої крові
Якщо є можливість, одночасно з двома першими пунктами внутрішньовенно вводять кровозамінники, препарати крові та свіжоконсервовану кров (за показами). При чому чим більша крововтрата чи тяжчий стан, тим більше вен (2-5) мобілізують для одночасного введення. У тяжких випадках, при наявності відповідного медичного забезпечення, можна використовувати внутрішньокісткове введення (головка плечової кістки, грудина, гребінь клубової кістки тазу).

### Киснева терапія
Подача кисню через носові катетери чи кероване дихання з киснем (апарат ШВЛ, кисневий концентратор медичний).
Важливо здійснювати при цьому контроль: за життєво-важливими функціями (кардіо-моніторинг, реанімаційний моніторинг), насиченням крові киснем (пульсоксиметрія).

### Симптоматична терапія
Відповідно до клінічної ситуації та супутньої патології використовують медикаменти для лікування вперше виявлених захворювань чи тих, які можуть загостритись чи загострились унаслідок Геморагічного шоку.